# Дружба (платформа, Краснодарский край)
Дру́жба — платформа Северо-Кавказской железной дороги РЖД, расположена в Лазаревском районе города Сочи, Краснодарский край, Россия.

## Описание
Расположена на берегу Чёрного моря у впадения реки Макопсе.

## История
Среди местного населения имеет неофициальное название «Макопсе» (как и настоящая платформа Макопсе).